# Uzerche
Uzerche [yzɛʁʃ] ist eine französische Gemeinde mit 2806 Einwohnern (Stand 1. Januar 2022) im Département Corrèze.
Die Gemeinde liegt im nordwestlichen Zentralmassiv in der Region Nouvelle-Aquitaine auf ca. 333 Metern Höhe. Der Fluss Vézère fließt durch den historischen Ort. Es ist eine zentrale Ortschaft für den Kanu- und Outdoortourismus in der Region mit zahlreichen Freizeitmöglichkeiten. 

## Bevölkerungsentwicklung

Bahnstation Uzerche-Ville bei der Eröffnung im Jahr 1904

| Jahr                       | 1962 | 1968 | 1975 | 1982 | 1990 | 1999 | 2007 | 2016 |
| Einwohner                  | 3316 | 3314 | 3091 | 3097 | 2813 | 3062 | 3195 | 2848 |
| Quellen: Cassini und INSEE |      |      |      |      |      |      |      |      |

## Wappen
Beschreibung: In Gold zwei rote Rinder übereinander unter blauen Schildhaupt mit balkenweis drei goldenen Lilien.

## Verkehr

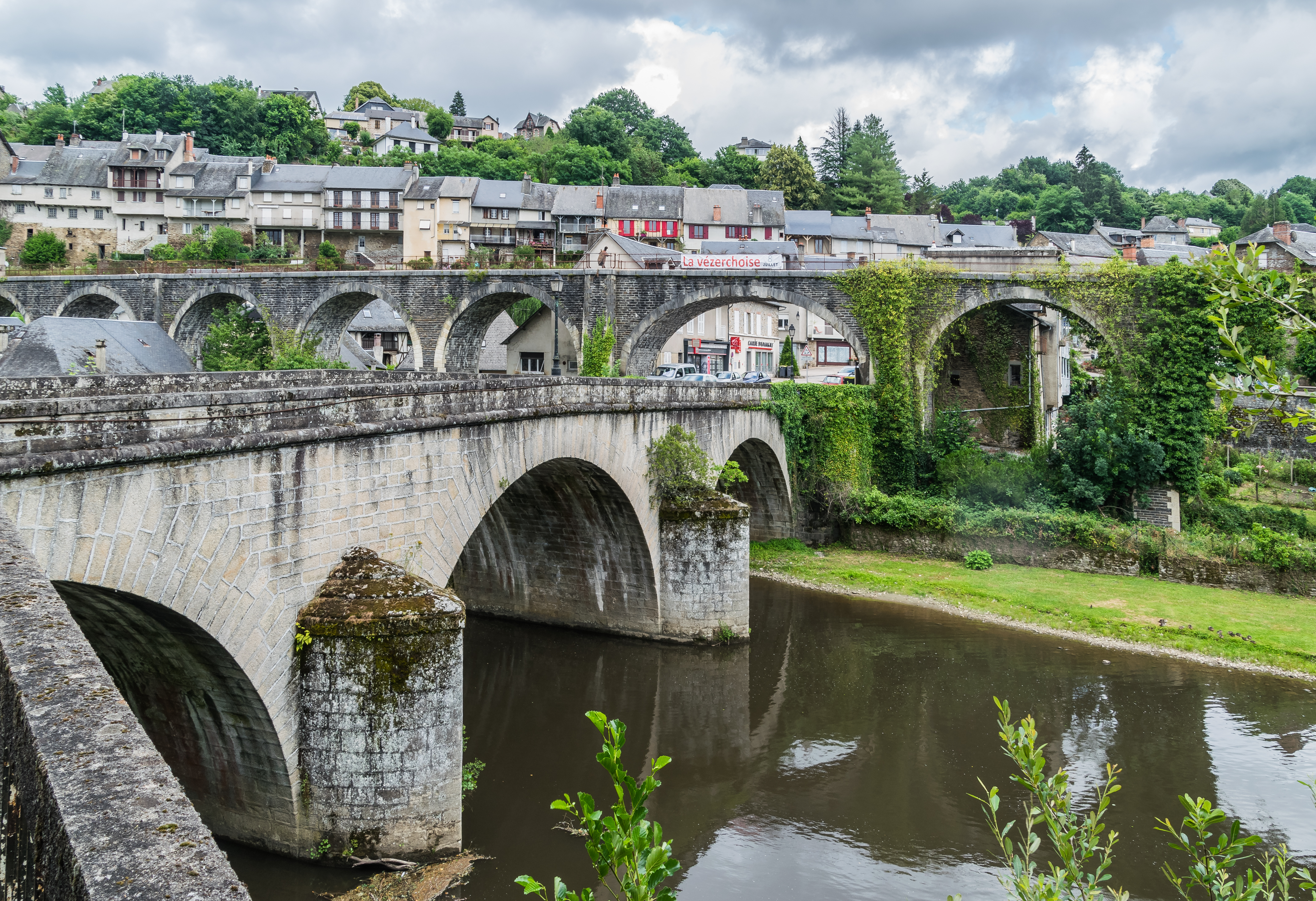
Straßenbrücke Pont Turgot der D 3 über die Vézère, im Hintergrund die 152 m lange Eisenbahnbrücke der stillgelegten Schmalspurbahn nach Tulle

Uzerche hat seit den 1880er Jahren einen Bahnhof an der regelspurigen Hauptbahn Orléans–Montauban, die von der Eisenbahngesellschaft Compagnie du chemin de fer de Paris à Orléans (P.O.) gebaut wurde. Zwischen 1904 und 1972 war er zugleich nordwestlicher Endpunkt der Schmalspurbahn Chemin de fer du PO-Corrèze (POC), die mit Uzerche-Ville im Stadtgebiet eine weitere Station hatte.
Die in Nord-Süd-Richtung verlaufende ehemalige Nationalstraße 20 wurde im Bereich Uzerche zur Départementsstraße D 920 herabgestuft. Sie wurde durch die Autobahn A 20 ersetzt, die die Stadt seit 1996 westlich und südlich umgeht und auf diesem Abschnitt gebührenfrei benutzt werden kann.
Uzerche ist zudem Ausgangspunkt der Départementsstraßen D 3, D 137 und D 142.

## Gemeindepartnerschaft
- Serravalle Pistoiese, Italien

## Persönlichkeiten
- Gaucelm Faidit (vor 1185–nach 1202), Trobador
- Guillaume Grivel (1735–1810), Schriftsteller und Jurist
- Alexis Boyer (1757–1833), Chirurg
- Ramon Aguilella Cueco (* 1937), Maler, Grafiker und Fotograf